# Cleora javana
Cleora javana är en fjärilsart som beskrevs av Claude Herbulot 1981. Cleora javana ingår i släktet Cleora och familjen mätare. Inga underarter finns listade i Catalogue of Life.